# Ejektor (kanón)

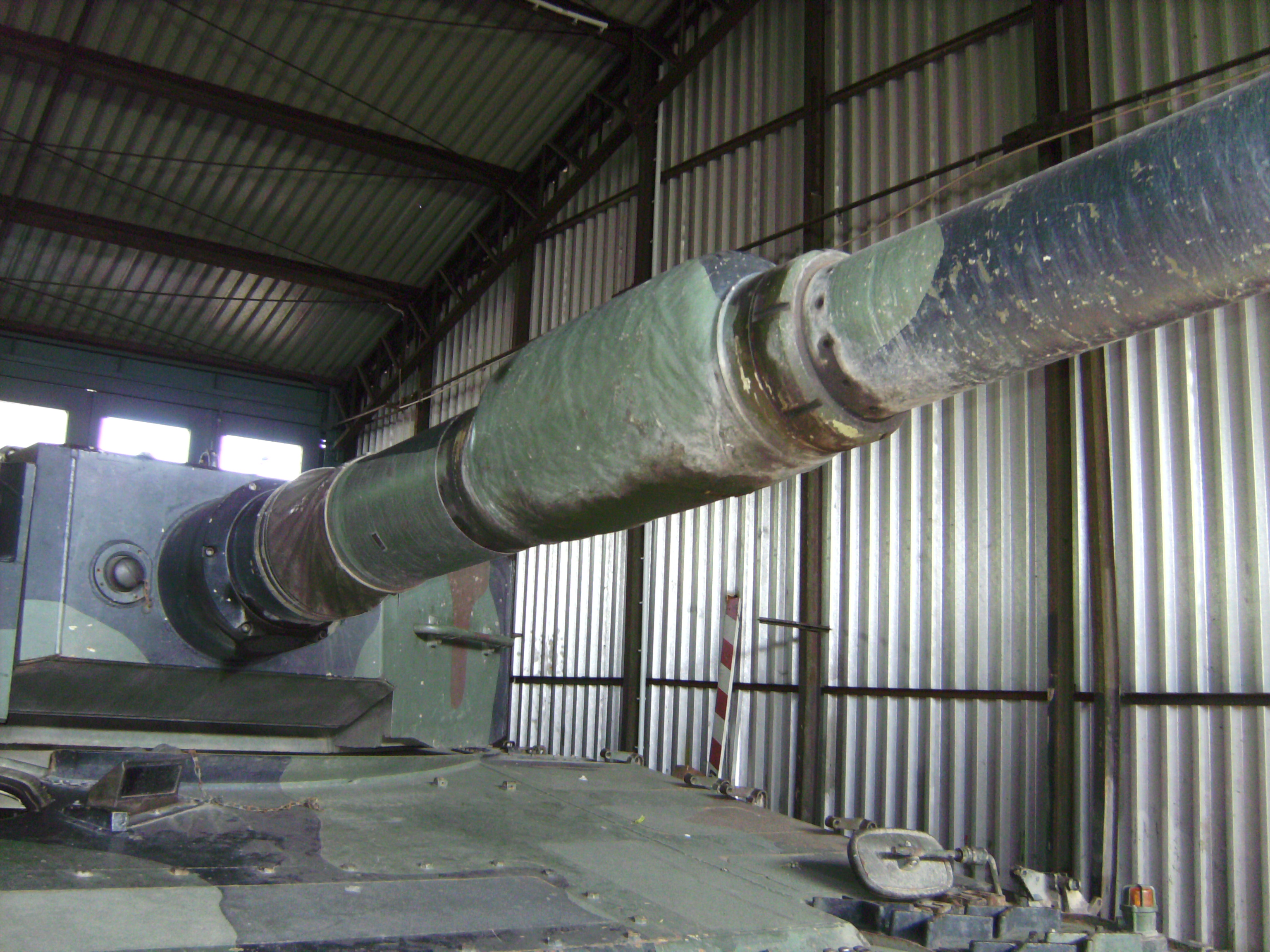
Ejektor 120mm kanónu tanku Leopard 2A4 německého Bundeswehru.

Animovaný náhled fungování ejektoru (rozšíření uprostřed) tankového kanónu

Ejektor (nebo také ejektor plynů) je pasivní zařízení pro odtah spalin a kouře z hlavní moderních tankových kanónů pracující na principu proudového čerpadla.

## Historie
Vývoj tankových kanónů v první polovině 20. století a postupné zvyšování jejich ráží, hmotností prachových náplní a délky hlavní si vyžádal nutnost řešení problému zvýšeného pronikání spalin a kouře po výstřelu do prostoru osádky tanku. Řešením tohoto problému se stalo pasivní mechanické zařízení pro odtah spalin pracující na principu proudového čerpadla montované nejprve na přední část a později na střední část tankových kanónů. Poprvé byl ejektor instalován v roce 1948 na 90mm kanón amerického tanku M26 Pershing (M26A1). V Sovětském svazu byl poprvé namontován na 100mm kanón tanku T-54A v roce 1955.

## Popis
Ejektor je tvořen dutým pouzdrem z oceli o délce 50 až 70 cm, které je obvykle montováno na střední část tankového kanónu. Spojení s kanónem je plynotěsné a mezi vnitřním prostorem pouzdra ejektoru a vnitřní částí kanónu je ve stěně hlavně vyvrtáno několik otvorů – obvykle vedených šikmo ve směru výstřelu. Při výstřelu se v hlavni i v pouzdře ejektoru vytváři přetlak. Poté, co projektil opustí hlaveň, klesá tento tlak rychleji v hlavni, pokles tlaku v ejektoru je pomalejší. Následné otevření závěru kanónu společně s uvolňováním plynu z ejektoru směrem k ústí hlavně kanónu prodlužuje dobu odtahu spalin a zvyšuje tak účinnost tohoto procesu.